# Amastus tumbilla
Amastus tumbilla là một loài bướm đêm thuộc phân họ Arctiinae, họ Erebidae.